# Ha én király volnék
A Ha én király volnék, Adolphe Adam 1852. szeptember 4-én Párizsban bemutatott háromfelvonásos operája. A mű zenéje dallamos, könnyen befogadható, a francia romantikus muzsika jellegzetes képviselője. A prózai dialógusok csak ritkán és csak igen rövid időre szakítják meg a zene menetét. Az opera különösen német nyelv területen lett népszerű, akárcsak A lonjumeau-i postakocsis.

## Az opera szereplői
| Szereplő                                                | Hangfekvés       |
| ------------------------------------------------------- | ---------------- |
| Zéphoris, fiatal halász                                 | tenor            |
| Massoul, a szigetek királya                             | basszbariton     |
| Néméa, a király unokahúga                               | koloratúrszoprán |
| Kadour, hadvezér, a király elleni összeesküvés vezetője | bariton          |
| Piféar, halász, Zélide kérője                           | tenor            |
| Zizel, a sziget rettegett főnöke                        | bariton          |

- Játékidő: 101 perc

## Az opera cselekménye

### I. felvonás
Zizel, egy kis indiai sziget hatalmassága, igyekszik a lehető legalaposabban kiforgatni vagyonukból a helyi lakókat. Egy nap Zéphoris kiment a viharos tengerből egy ismeretlen, csodálatos szépségű lányt. Zéphorisnak el kell mennie, mielőtt még a lány magához térne, de ezután csak a lányra tud gondolni. Egy másik szigeten boldogan éldegél Massoul király és fogalma sincs róla, hogy alattvalóit a helyi hatalmasságok mennyire kizsigerelik. Egy napon aztán ellátogat Zéphoris falujába, vele tart Némea és hadvezére Kadour is. Zéphoris felismeri Némeában a megmentett, titokzatos idegent. Kadour elfogja a halászt és ígéretet csikar ki tőle, hogy nem fedi fel senki előtt sem a titkát. Ugyanis a hadvezér maga szeretne a hős szerepében tetszelegni, mert azt reméli, hogy így elnyerheti majd Némea kezét. Ugyanis a leány ahhoz akar férjhez menni, aki kimentette őt. Zéphoris elveszti minden reményét, felírja a parti homokba, hogy „ha én király volnék” (odaírja, azt is, hogy akkor börtönbe záratná a népnyúzó Zizelt, tisztes hozományt adna Zélidenek, hogy ne legyen akadálya Piféarral kötendő házasságának), majd álomba merül. Ezután tűnik fel újra Massoul. Elolvassa a homokba írt szöveget és úgy dönt, teljesíti a fiú kívánságát. A palotájába viteti a halászlegényt.

### II. felvonás
Zéphoris a palotában tér magához, ahol királyként kezelik. Felfedi Némeának, hogy ő mentette meg. Elrendeli Zelide megajándékozását és Zizel megbotozását. Kadour titkos útjaiból és eltűnéseiből rossz előérzete támad. Úgy gondolja, hogy a király ellen összeesküvés készülődik, ezért a Kadour által szanaszét küldött hadsereget hadvezére tudta nélkül visszarendeli. Zéphoris már a Némeával készülődik az esküvőre, amikor a király megelégeli a tréfát, álmot bocsát a fiúra és visszavitet oda, ahol rátalált. 

### III. felvonás
Zéphoris felébredve a trónt, a palotát keresi. Mindenki azt hiszi róla, hogy megbolondult. Ekkor megjelenik Némea, aki megszerette a legényt. Feltárja előtte a tréfát és bocsánatot kér, amiért részt vett abban. Jön Kadour is, hogy megbüntesse a halászt, amiért az felfedte, hogy ő volt a megmentő. Majd megérkezik a király, aki szintén büntetni akar, amiért Zéphoris az ő tudta nélkül visszarendelte hadseregét. Ekkor azonban ágyúdörgés hallatszik, majd egy küldött fut be, aki a király tudtára adja az árulást és az ellenséges hajóhad támadását. A király csak annak köszönheti megmenekülését, hogy hadserege időben visszatért és legyőzte az ellenséget. Most már nincs akadálya Zéphire és Néméa házasságának. Zizel és Kadour börtönbe kerül, a halászok pedig lelkesen ünnepelik az igazságos királyt.